# Milo (Nueva York)
Milo es un pueblo ubicado en el condado de Yates en el estado estadounidense de Nueva York. En el año 2000 tenía una población de 7,026 habitantes y una densidad poblacional de 71 personas por km².

## Geografía
Milo se encuentra ubicado en las coordenadas 42°37′25″N 77°1′20″O / 42.62361, -77.02222.

## Demografía
Según la Oficina del Censo en 2000 los ingresos medios por hogar en la localidad eran de $31,102, y los ingresos medios por familia eran $38,547. Los hombres tenían unos ingresos medios de $28,475 frente a los $20,109 para las mujeres. La renta per cápita para la localidad era de $16,819. Alrededor del 13.8% de la población estaban por debajo del umbral de pobreza.